# O Homem Duplicado (filme)
O Homem Duplicado (no original em inglês, Enemy) é um filme de suspense psicológico dirigido por Denis Villeneuve que baseia-se no livro homônimo de José Saramago. O longa conta com Jake Gyllenhaal, Mélanie Laurent, Isabella Rossellini e Sarah Gadon nos papéis principais.
Foi exibido pela primeira vez na sessão Apresentação Especial do Festival Internacional de Cinema de Toronto em 8 de setembro de 2013. A estreia em Portugal e no Brasil ocorreu no dia 19 de junho de 2014.

## Enredo
Um homem (Jake Gyllenhaal) está em um clube noturno assistindo um show erótico, que termina com uma mulher nua esmagando uma tarântula com seu sapato. Em outro lugar, uma mulher grávida está sentada na cama, sozinha.
Adam Bell é um professor universitário de história que leva uma vida solitária. Ele é idêntico ao homem que assistia ao show erótico. Um colega puxa assunto e recomenda-lhe um filme. Adam vê um ator que é fisicamente igual a ele. Após buscar o nome nos créditos do filme, Adam identifica Daniel St. Claire, nome artístico de Anthony Claire. Adam aluga os outros dois filmes de Anthony e passa a exibir um comportamento obsessivo por ele. Sua namorada, Mary (Mélanie Laurent), irrita-se com sua mudança de comportamento e o deixa.
Adam persegue Anthony, visitando seu local de trabalho e telefonando para sua casa. Todos confundem os dois, incluindo a esposa grávida de Anthony, Helen (Sarah Gadon), que atende a um dos telefonemas de Adam. Helen, ao ver Anthony discutindo com alguém ao telefone – de fato, Adam – pergunta a Anthony se ele ainda está se encontrando com outra mulher, entretanto, ao procurar nos bolsos das roupas de Anthony, ela encontra os dados de Adam, e vai até a faculdade onde ele dá aulas; ela troca algumas palavras com ele e fica espantada com a semelhança. Em uma cena em separado, uma tarântula gigante caminha entre os prédios de Toronto.
Adam e Anthony combinam de se encontrarem num quarto de hotel, e descobrem que são cópias idênticas um do outro, incluindo uma cicatriz. As personalidades, entretanto, são opostas: Adam é tímido e gosta de livros; Anthony é impulsivo e sexualizado. Adam se assusta e se afasta de Anthony, que começa agora a perseguir Adam. Ao descobrir sua namorada, Mary, ele obriga Adam a lhe emprestar suas roupas e carro para que ele tenha relações sexuais com ela. Anthony a leva para o mesmo hotel onde ele se encontrou com Adam. Enquanto isso, Adam resolve ir ao apartamento de Anthony, e encontra lá Helen, que parece perceber algo diferente e pede a Adam para ficar.
No hotel, Mary entra em pânico ao ver a marca de aliança no dedo de Anthony, que se passava por Adam, e pergunta quem ele é. Ela o obriga a levá-la embora para casa, mas os dois brigam no carro e eles sofrem um grave acidente. Ambos morrem.
No dia seguinte, Adam veste as roupas de Anthony, aparentemente pronto para viver no lugar dele. Helen sai do chuveiro e entra no quarto. Adam faz-lhe uma pergunta, e ela não responde. Adam então entra no quarto, e encontra lá uma tarântula gigante, parada e olhando para ele. Adam olha e suspira calmamente.

## Elenco
- Jake Gyllenhaal como Adam Bell / Anthony St. Claire
- Mélanie Laurent como Mary
- Isabella Rossellini como a mãe de Adam
- Sarah Gadon como Helen Bell
- Stephen R. Hart como Bouncer
- Jane Moffat como Eve
- Joshua Peace como Carl
- Tim Post como Anthony Concierge

## Recepção
Enemy recebeu críticas em sua maioria positivas. No Rotten Tomatoes, detém uma pontuação de 74%, com uma pontuação média de 6,6/10, com base em comentários de trinta críticos. Descrevem o filme: "Com uma trama sinuosa e premissa complicada, Enemy leva a si mesmo ao fracasso - mas graças a um forte desempenho de Jake Gyllenhaal e direção inteligente de Denis Villeneuve, atinge a marca como um tenso thriller de aventura incomum."